# Walther Tecklenborg

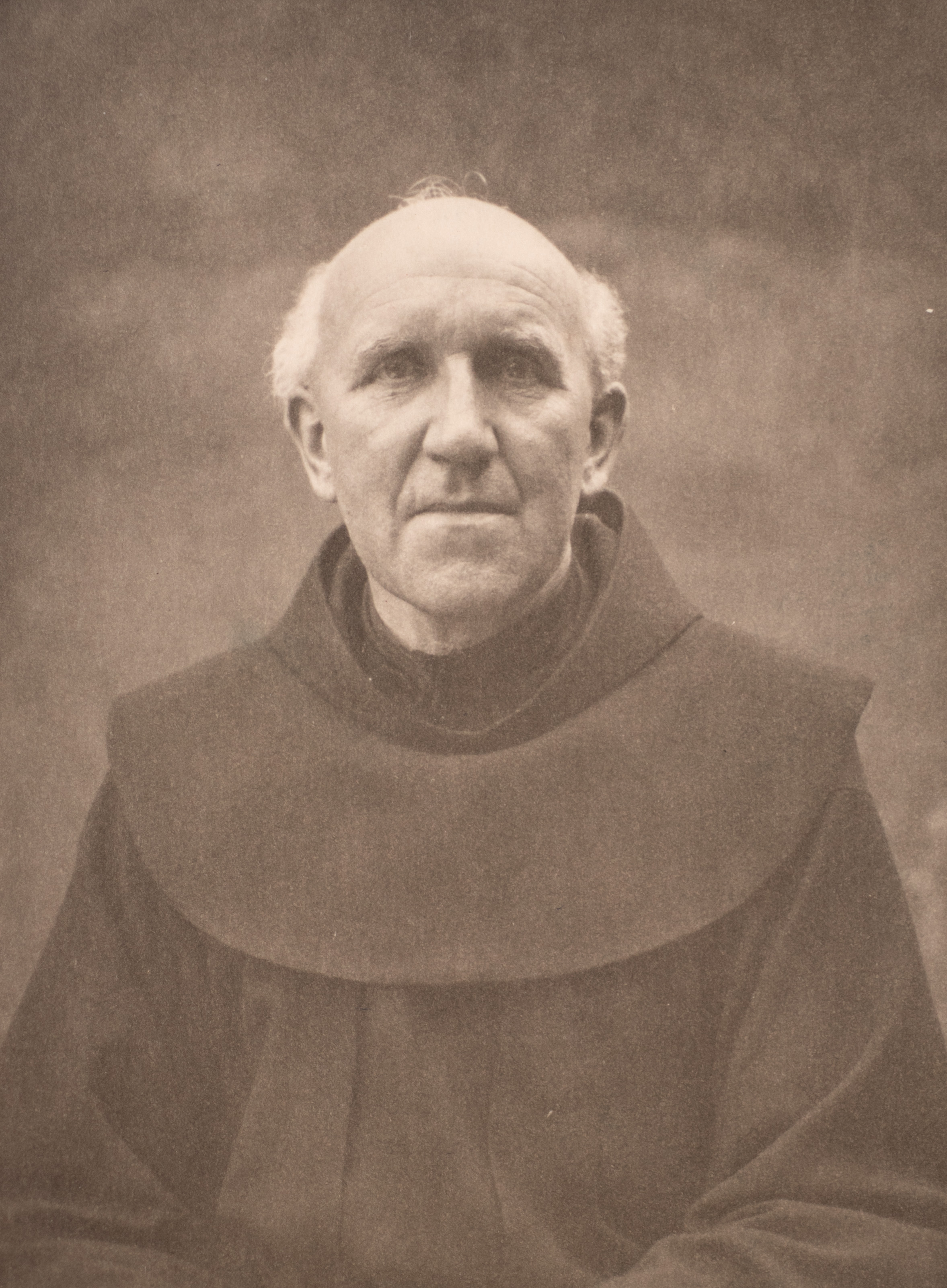
Pater Walther Tecklenborg OFM

Walther Tecklenborg OFM, auch Walter Tecklenborg (* 1. Februar 1876 in Wiedenbrück als Franz Carl Ignatz Tecklenborg; † 15. Dezember 1965 in Rietberg), war ein deutscher Franziskanerpater, Maler, Restaurator, Genealoge, Heimatforscher und Autor zahlreicher Schriften.

## Leben und Wirken
Franz Carl Ignatz Tecklenborg wurde 1876 als Sohn des Textilkaufmanns Franz Carl Viktorin Tecklenborg und der Maria Theresia Elisabeth Tecklenborg, geb. Gröne, in Wiedenbrück geboren. Er hatte sechs Geschwister. Seine Familie war eine traditionsreiche katholische Kaufmannsfamilie aus Wiedenbrück, mehrere Verwandte waren Priester oder Ordensleute, eine seiner Schwestern trat in den Klarissenorden ein. Kurz nach seiner Firmung im Herbst 1892 ging er im Alter von 16 Jahren ins Kloster der Sächsischen Franziskanerprovinz (Saxonia) nach Harreveld (Niederlande). Dort erhielt er im Rahmen seiner Einkleidung als Novize den Ordensnamen Walther. In den Klöstern von Dorsten, Warendorf und Düsseldorf absolvierte er von 1893 bis 1896 die Humaniora, hauptsächlich Unterricht in Latein, Griechisch und Deutsch, während moderne Fremdsprachen und Naturwissenschaften eine untergeordnete Rolle spielten. Daran schlossen sich von 1896 bis 1902 die ordensinternen Studien der Philosophie und Theologie in den Klöstern von Düsseldorf, Aachen und Paderborn an.
Am 14. August 1901 empfing er in Paderborn durch Bischof Wilhelm Schneider das Sakrament der Priesterweihe. Von da an war er an verschiedenen Orten als Seelsorger tätig, so in Paderborn, auf dem Apollinarisberg in Remagen, in Düsseldorf, auf dem Kreuzberg in Bonn, in Rietberg und deren Umgebung. Über viele Jahre hinweg betreute er die Gemeinden von Schöning und Westerwiehe vom Rietberg aus.

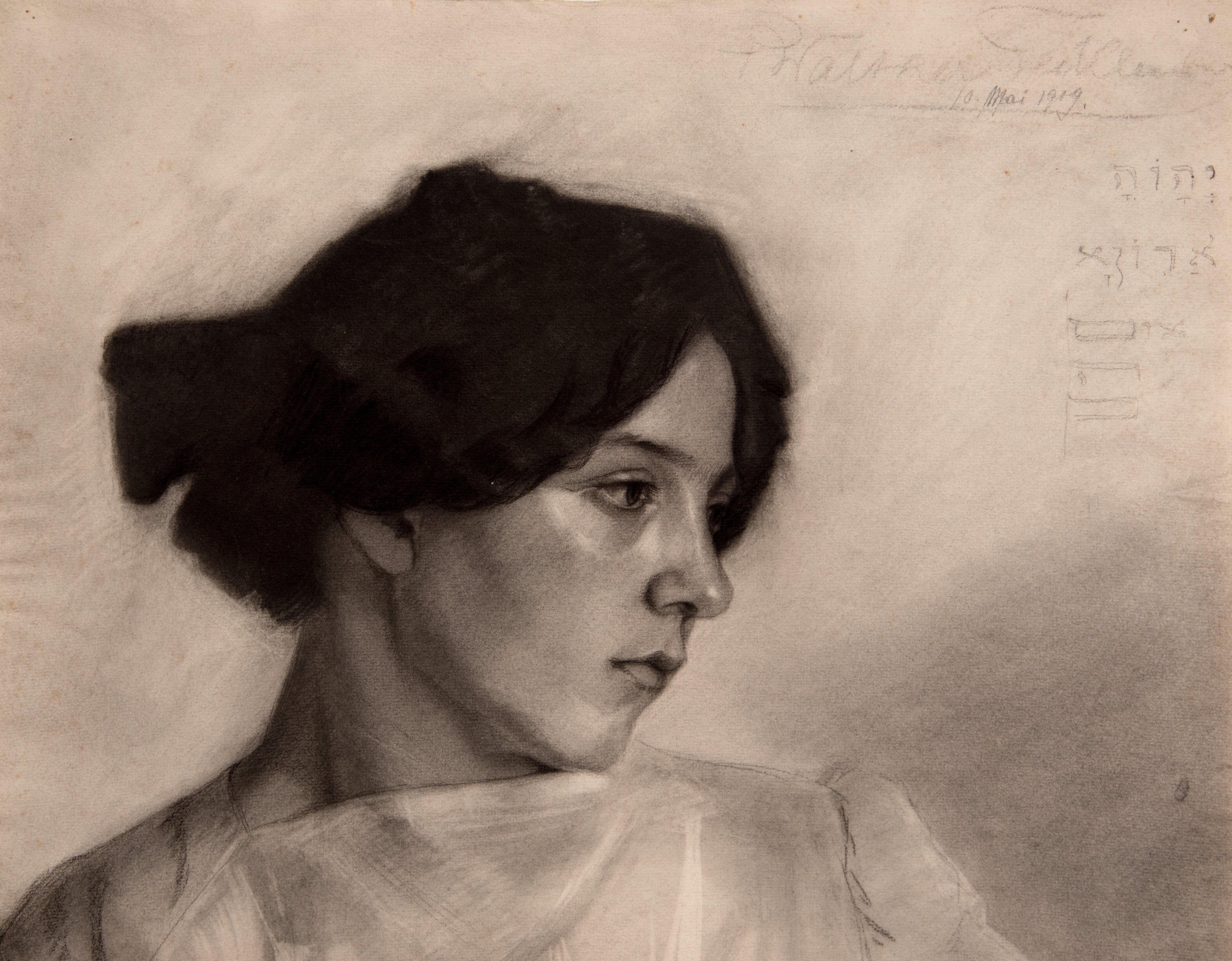
Frauenporträt, 1909

Mit Unterstützung seiner Oberen in der Saxonia begann Tecklenborg 1904 eine zweijährige Ausbildung als Maler bei dem niederländischen Historien- und Porträtmaler Heinrich Johann Sinkel in Düsseldorf. Von 1906 bis 1912 studierte er an der Kunstakademie Düsseldorf Malerei. Dort war er der Schüler von bekannten Malern wie Adolf Maennchen, Heinrich Lauenstein und Willy Spatz. Die letzten beiden Jahre war er Schüler von Eduard von Gebhardt.

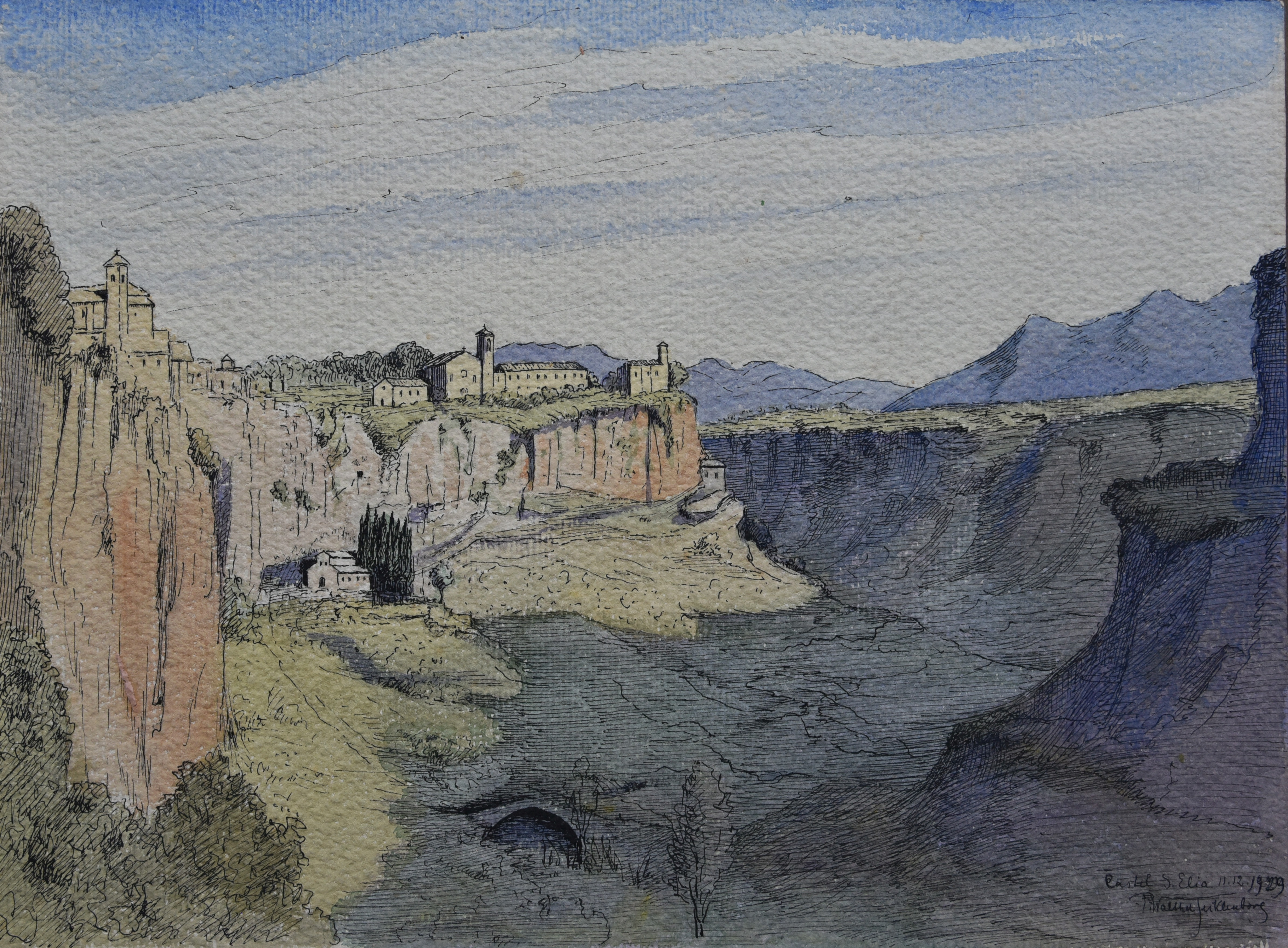
Landschaftsaquarell, Castel Sant’Elia, Italien, 1929

1910 unternahm Tecklenborg mit Zustimmung seiner Oberen eine Studienreise, die ihn nach Holland und Belgien führte. Von Oktober 1929 bis Ende Februar 1930 machte er eine Studienreise durch ganz Italien. Er besuchte Kunstmuseen und Kirchen, um von alten Künstlern zu lernen und um sich von ihnen inspirieren zu lassen. Auch während seiner künstlerischen Betätigung war er ständig als Seelsorger tätig. Im Franziskanerkloster in Düsseldorf teilte er sich mit dem Franziskanerbruder und Bildhauer Firminus Wickenhäuser ein Atelier. Auch ab 1912, als er auf dem Kreuzberg in Bonn lebte, stand ihm ein Atelier im Kloster zur Verfügung. 1918 wechselte er ins Franziskanerkloster nach Rietberg, wo die ehemalige klostereigene Brauerei zum Atelier umfunktioniert wurde.
1904 wurde sein Interesse für die Genealogie geweckt. Infolgedessen wirkte Tecklenborg an der Stammtafel der Familien Tecklenborg und Tecklenburg mit. Im Gründungsjahr der Westdeutschen Gesellschaft für Familienkunde e. V. (WGfF), 1913, trat Tecklenborg in diese genealogische Vereinigung ein.
Ernst von Oidtman, ein bedeutendes Mitglied der Westdeutschen Gesellschaft für Familienkunde e.V., bewog ihn zur Mitarbeit an dem Mitteilungsblatt der Vereinigung. In den darauffolgenden Jahren veröffentlichte Tecklenborg einige Artikel und Stammbäume in diesem Mitteilungsblatt.
Tecklenborg hatte gute Kontakte zu den Adelshäusern der Umgebung und war als Experte für Heimatkunde, Genealogie, Kunst und Seelsorge gefragt. Er recherchierte und erstellte sehr viele Familien-Stammbäume, die insbesondere in der Zeit des Nationalsozialismus stark gefragt waren. Zu mehreren Stammbäumen befinden sich heute die Unterlagen im Stadtarchiv von Rietberg. Auch die Geschichte seiner eigenen Familie Tecklenborg aus Wiedenbrück verfolgte er bis ins 16. Jhd. zurück. Einige Stammbäume wurden als Gemälde aufbereitet und schmücken noch heute Privathäuser in Nordrhein-Westfalen.
Mehrfach war er auf Schloss Schwarzenraben bei der Familie Wilderich Friedrich Freiherr von Ketteler, dem Sohn von Friedrich Clemens von Ketteler, zu Besuch. Am 17. Januar eines jeden Jahres wurde das sog. „Kapellenfestes“ zu Ehren des hl. Antonius des Einsiedlers auf Schloss Schwarzenraben gefeiert. Seine Anwesenheit dokumentierte Tecklenborg jeweils mit einer Tusche- oder Aquarellzeichnung im Gästebuch der Familie von Ketteler. Auch auf Schloss Eringerfeld war er ein gern gesehener Gast.
Tecklenborg stand mit vielen anderen Künstlern in Kontakt. So war er u. a. befreundet mit Hermann Selhorst (1877–1931), einem Kunstschreiner aus Nordhagen, Vater der Missionsschwester und Künstlerin Pientia Selhorst und des Kunsthistorikers Stephan Selhorst. Beispiel für gemeinsame Projekte waren 1921 der Hochaltar für die ehemalige Kapelle der Weißen Väter in Rietberg sowie das Standbild Maximilian Ulrich Graf von Kaunitz-Rietberg, das heute im Eingang des Stadtarchivs von Rietberg steht und 1928 für die Aula des ehemaligen Progymnasiums von Rietberg geschaffen wurde.
Tecklenborg erstellte ebenso Entwürfe für Gegenständliches wie etwa für schmiedeeiserne Tore oder Verzierungen für Türen, die dann von anderen Meistern ihres Handwerks umgesetzt wurden. Ein Beispiel hierfür ist die Tür zur Sakristei von St. Aegidius in Wiedenbrück, die 1931 zusammen mit dem Kunstschlosser Franz Ferdinand Aloysius Brockamp (1887–1972) aus Wiedenbrück entstand und noch heute existiert. Er entwarf zudem zahlreiche Bildstöcke, Heiligenhäuschen und Wegkreuze. Man findet diese Glaubenszeugnisse ländlicher Volksfrömmigkeit in der Umgebung von Rietberg meist einem Bauernhof zugehörig.
1921 zeichnete er das Notgeld für Rietberg. Er war Gründungsmitglied des in den 1930er-Jahren gegründeten Heimatvereins von Rietberg. Auch wurde er hinzugezogen, wenn die Haussprüche der Fachwerkhäuser entziffert oder neugestaltet werden mussten.
Beim Brand des Rietberger Franziskanerklosters im Dezember 1935 rettete er wertvolle alte Handschriften, die in der von ihm betreuten Klosterbibliothek lagerten.
Tecklenborg befasste sich intensiv mit Heraldik. Er zeichnete die Wappen und veröffentlichte mehrere Artikel über seine Recherchen zur Entstehung der Wappen.
Im Jahre 1941 wurde er für fünf Wochen von der Gestapo im Gefängnis in Bielefeld wegen seiner möglichen Mitwirkung an der Vervielfältigung eines Briefes festgehalten.
Tecklenborg wurde 1962 mit dem Verdienstkreuz 1. Klasse der Bundesrepublik Deutschland ausgezeichnet, wodurch sein Lebenswerk als Maler und sein Wirken als Heimatkundler, Genealoge und Heraldiker gewürdigt wurde.
Von 1918 bis zu seinem Lebensende 1965 gehörte er dem Rietberger Konvent an.

## Ehrungen
Auszeichnungen
- 1962: Verdienstkreuz 1. Klasse der Bundesrepublik Deutschland

Straßennamen
- Rietberg: Pater-Walther-Straße
- Delbrück: Pater-Walter-Straße im Stadtteil Schöning

## Veröffentlichungen (Auswahl)
- Das alte Wiedenbrück, ein Führer. Verlag E. Holterdorf, Wiedenbrück 1924, DNB 577972693.
- Zum 300jährigen Geschäftsjubiläum der Familie Tecklenborg in Wiedenbrück, am 24. Mai 1930. Verlag E. Holterdorf, Oelde in Westfalen 1930, DNB 576645737.
- Führer durch die Pfarrkirche in Wiedenbrück. Verlag Wilhelm Hanhardt, Wiedenbrück i. Westfalen 1939, DNB 576645729.
- Mittelalterliches Stadtbuch Wiedenbrück (c. 1480). Regensbergsche Verlagsbuchhandlung, Münster 1947, DNB 454814305.
- Die St. Johannes-Kapelle in Rietberg. Eine Perle des Spätbarock 1748–1948. Regensbergsche Verlagsbuchhandlung, Münster 1948, DNB 455008078.
- Das Franziskanerkloster Rietberg und seine Gründer. W. Vahle Verlag, Rietberg i. Westf., 1955, DNB 455008086.
- Wo blieb das alte Gnadenkreuz des Delbrücker Landes? W. Vahle Verlag, Rietberg i. Westf., 1964, DNB 455008094.

## Gemälde und Zeichnungen (Auswahl)
Walther Tecklenborg malte viele Gemälde sowohl mit religiösen als auch weltlichen bzw. profanen Motiven. Dabei benutzte er verschiedene Techniken: So erstellte er Bleistift-, Kohle- und Rötel- sowie Pastellzeichnungen, malte Aquarelle und Ölgemälde, darunter viele Porträts und Landschaftsbilder. Seine Fresken hatten stets religiöse Motive.
Einige der zahlreichen Werke von Walther Tecklenborg sind auch heute noch an religiösen Orten zu finden, so z. B. im ehemaligen Rietberger Franziskanerkloster bzw. der Klosterkirche St. Katharina sowie der St.-Johannes-Baptist-Kirche von Rietberg oder im Heimathaus Rietberg, im ehemaligen Franziskanerkloster von Wiedenbrück, in der Kreuzbergkirche in Bonn, in der St.-Meinolf-Gemeinde von Schöning, einem Ortsteil von Delbrück, sowie in Privathäusern.
Eines seiner Altargemälde schuf er 1907 für die Herz-Jesu-Kathedrale (Jinan), Kathedrale des Erzbistums Jinan in Jinan in China.
Beispiele für Porträts:

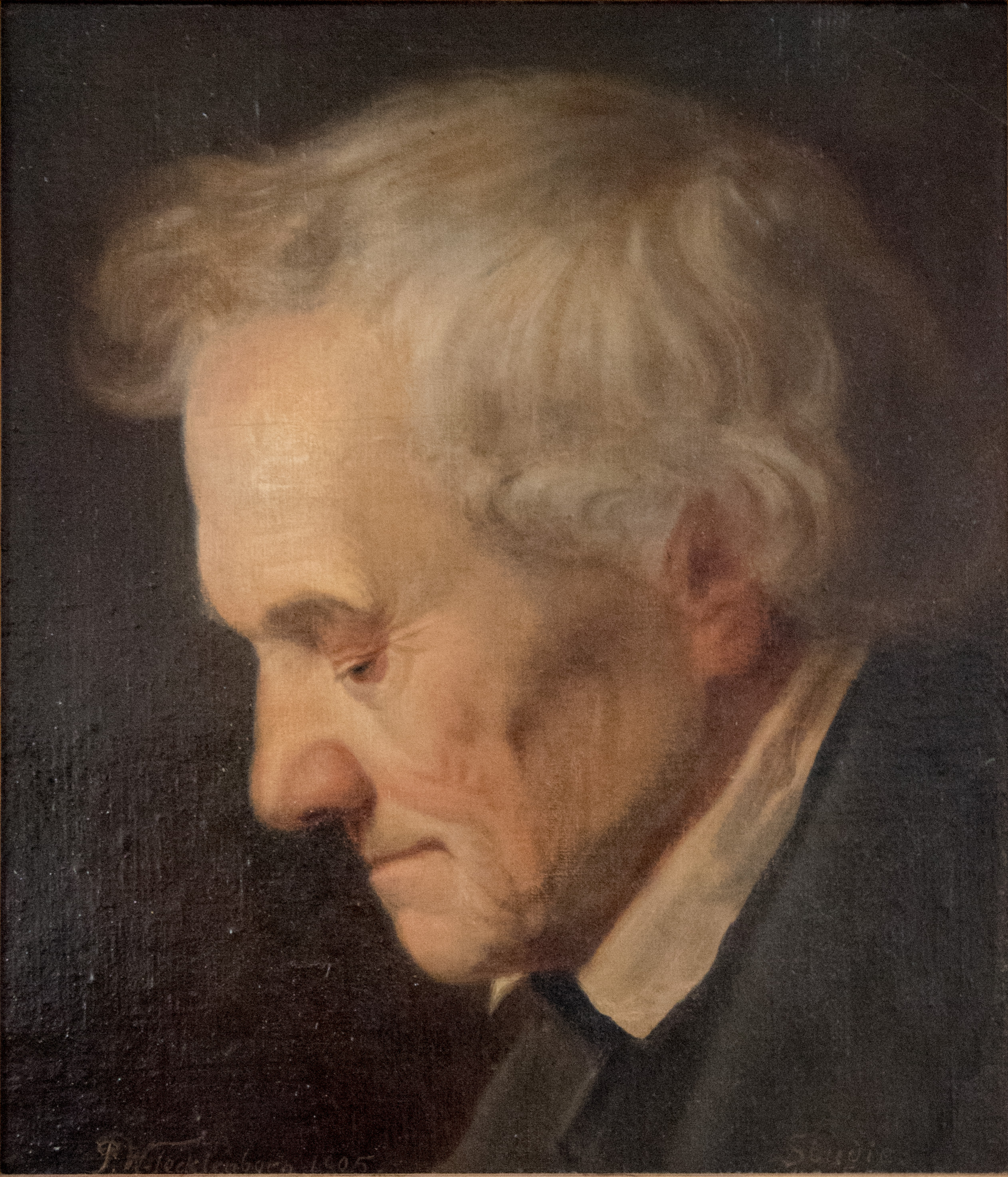
Porträt eines Mannes, 1905

- Porträts des Lehrers Heinrich Terhaar aus Liesborn, mit dem Walther Tecklenborg seine Leidenschaft zur Ahnenforschung teilte.[31][32]
- Porträt von Johann III. Graf von Ostfriesland und Rietberg und seiner Gemahlin Gräfin Sabina Catharina, die Gründer des ehemaligen Franziskanerklosters Rietberg, abgebildet und beschrieben in „Sakrale Kunst in Rietberg“ S. 9 ff. und S. 68 f.[29]
- Porträt von Maximilian Ulrich Graf von Kaunitz-Rietberg, zu finden in „Sakrale Kunst in Rietberg“ S. 67 ff.[29]

Bei allen drei zuletzt genannten Gemälden handelt es sich um Ölgemälde, die sich heute im Besitz der Kath. Kirchengemeinde St. Johannes Baptist in Rietberg befinden.
Zahlreiche Abbildungen mit Beschreibungen mehrerer Werke von Walther Tecklenborg, einschließlich Porträts, sind 1932 in einer Veröffentlichung von Vikar Friedrich Vogt zu sehen.

## Fresken, Krippenhintergründe, Buchschmuck (Auswahl)
1913 wirkte Walther Tecklenborg bei der Renovierung der Fresken der Apollinariskirche in Remagen mit. In mehreren Kirchen hat Walther Tecklenborg Fresken gemalt, so z. B. 1912 für die Kirche des Klarissenklosters in Münster, 1920 für die von ihm entworfene „Kapelle zur Heiligen Familie“ des Franziskanerklosters in Rietberg, 1936 ein Christ-Königs-Bild für die Kapelle des St. Johannes Baptist Hospitals in Rietberg. Alle Fresken in den Kirchen wurden im Zuge von Renovierungen übermalt.
Das Abendmahl, ein Freskogemälde von Walther Tecklenborg aus dem Jahre 1930 (H: 2,40 m × B: 6,20 m), befindet sich noch heute im ehem. Refektorium des Franziskanerklosters von Rietberg, das mittlerweile zum Jugendwerk Rietberg gehört.
Die Krippe ist für den Franziskanerorden von besonderer Bedeutung. Tecklenborg hat für eine Reihen von Kirchen einen Krippenhintergrund gemalt, teils auf Leinwand teils als Fresko, so z. B. für die St.-Bartholomäus-Kirche in Ahlen, der Klosterkirche in Dorsten oder dem Kolleg St. Ludwig in Vlodrop (Niederlande).
Tecklenborg hat mehrere Bücher mit Zeichnungen versehen, so z. B. ein Buch über Bruder Jordan Mai.
Im Sterberegister der Pfarrei St. Johannes Baptist in Rietberg für die Jahre von 1914 bis 1966 befindet sich auf der ersten Seite eine Zeichnung „Der Sensenmann“ signiert mit „P. Walther Tecklenborg O.F.M. 1919“.

## Ausstellungen
- „Sakrale Kunst in Rietberg. Zeichen und Bildwerke christlicher Frömmigkeit aus mehreren Jahrhunderten“, Kunsthaus Rietberg – Museum Wilfried Koch, 2018[40]
- „Pater Walther Tecklenborg: Franziskaner und Künstler - eine Retrospektive“, Kunsthaus Rietberg – Museum Wilfried Koch und Heimathaus Rietberg, 2025